# Les Petits Dieux
Les Petits Dieux est le treizième livre des Annales du Disque-monde de l'écrivain anglais Terry Pratchett et publié en France en 1999 avec une traduction de Patrick Couton.
L'œuvre originale fut publiée en 1992 sous le titre Small Gods.

## Résumé
Frangin, un apprenti prêtre, a pour occupation de biner les melons dans le jardin de la citadelle de Kom, au pays d'Omnia, près d'Éphèbe sur la Mer Circulaire. Il croit en Om, le grand dieu d'Omnia. Alors qu'il travaille dans le jardin, il entend une voix : il se croit fou. Mais il s'aperçoit bientôt que la voix vient d'une petite tortue borgne, qui prétend être le dieu Om.
Le diacre Vorbis tient le pays d'Omnia sous sa coupe, imposant les préceptes des prophètes d'Om grâce à la torture. Frangin part vers Éphèbe (parodie de la Grèce antique), en compagnie du diacre Vorbis qui compte l'envahir. Là, Frangin découvre la philosophie, ainsi que la vérité sur le monde.

## Thèmes
- La religion, l'existence des Dieux : il suffit que quelqu'un sur le Disque-monde croie en un dieu pour que ce dieu existe, et inversement lorsque plus personne n'y croit, ce dieu disparaît. Sur ce sujet, voir aussi American Gods de Neil Gaiman et la bande dessinée Lanfeust de Troy d'Arleston et Tarquin ;
- La philosophie : parodie des philosophes grecs ;
- L'obscurantisme religieux qui condamne ceux qui pensent (à raison) que le monde est plat et porté par quatre éléphants sur le dos d'une tortue ;
- La tolérance à l'égard des autres religions: l'intolérance des Omniens dirigés par Vorbis amène à la destruction de la deuxième plus grande bibliothèque du disque-monde (après celle de l'Université invisible d'Ankh-Morpork). En effet, pour lui la connaissance est par essence dangereuse, tout ce que l'on doit savoir est contenu dans les livres des « prophètes » ;
- La liberté de croyance : Omnia a une pratique très efficace pour convertir tous les peuples assujettis, les inquisiteurs et exquisiteurs (voir Inquisition) connaissent plus d'heures supplémentaires que de périodes de chômage… Cela rend d'autre part tout à fait inutile une croyance réelle : baisser la tête, se taire et obéir aux Commandements est la meilleure preuve que l'on puisse donner de sa foi.

## Personnages
- Frangin, novice ;
- Om, tortue et dieu de Omnia ;
- Vorbis, méchant diacre ;
- Honorbrachios, philosophe (voir Diogène de Sinope) ;
- Tefervoir, neveu d'Honorbrachios ;
- Simonie, soldat ;
- Fissa Benj, primitif.

## Remarques
Le nom du diacre Vorbis fut repris pour nommer le format de compression Vorbis.